# Las cuatro crónicas (Antoni Tàpies)
Las cuatro crónicas (en catalán: Les quatre cròniques) es una obra del artista español Antoni Tàpies que preside la Sala Tarradellas, una sala de reuniones del Palacio de la Generalidad de Cataluña. Alrededor de la mesa se hacían los encuentros del gobierno de Josep Tarradellas.

## Descripción
La obra que preside la Sala Tarradellas del Palacio de la Generalitat es un enorme friso de dos metros y medio de altura por seis de largo, obra de Antoni Tàpies, que lleva por título Las cuatro crónicas . El panel se divide en cuatro partes, cada una de ellas dedicada a una crónica. En cada panel hay indicaciones simbólicas sobre el texto al que se refiere, y recoge una cita en forma de frase breve. Empezando por la izquierda, el primero está dedicado a la Crónica del rey Jaime I, conquistador de las Islas Baleares y Valencia. «J1» alude a Jaime I y el texto «fe sin obras muerta es» proviene de la epístola de Santiago que aparece al inicio de esta obra. 
El segundo panel corresponde a la Crónica de Bernat Desclot, dedicada al rey Pedro el Grande . La referencia al rey es la pata de caballo, ya que Pedro el Grande se caracterizó por su afán expedicionario. El texto es «de los grandes hechos y de las conquistas», del prólogo de la obra. La tercera Crónica es la de Ramon Muntaner, noble catalán que participó en diversas expediciones mediterráneas. La imagen de las cuatro barras recuerda una frase del almirante Corral Llança cuando dijo que ni los peces se atreverían a nadar por el mar sin mostrar la divisa de los reyes de Aragón. El último plató está dedicado a la Crónica de Pedro III el Ceremonioso (PIII), con un texto alegórico del libro bíblico de los Reyes: «Me sacó de la garganta del león y de la garra del oso».

## Análisis
El cuadro es, pues, el recuerdo de un pasado glorioso hecho con la caligrafía moderna de uno de los grandes artistas de nuestros tiempos, caracterizada por la austeridad, los materiales sencillos, las texturas naturales, y un humanismo ambicioso consciente de sus límites, reflexivo y profundo. Bajo el testimonio de esta pintura se realizan las reuniones del gobierno de la Generalidad de Cataluña. Es la Generalidad la encargada de su custodia y difusión.